# Willem IV van Bronckhorst

Stamwapen

Willem IV van Bronckhorst (? - 12 maart 1410) was heer van Bronkhorst (1356-1399) en drost van Zutphen voor de hertog van Gelre.

Hij was een zoon van Gijsbert V van Bronckhorst en Catharina van Leefdael (-13 april 1361) dochter van Rogier van Leefdael heer van Oirschot en Hilvarenbeek en Agnes van Kleef-Hülchrath.

### Huwelijk en kinderen
Willem trouwde in november 1365 met Cunegonde van Meurs (1325-1375), dochter van Diederik IV van Meurs graaf van Meurs (1280 - 5 februari 1346) en Kunigunde van Volmestein (1295-1325). Cunegonde van Meurs was weduwe (1) van Gerhard V van Landskroon burggraaf van Landskroon (1320-1345) en weduwe (2) van Frederik van Baer (overleden 1355).
Willem en Cunegonde kregen de volgende kinderen:
- Gijsbert VI van Bronckhorst
- Frederik (ca. 1369 - 11 maart 1405), heer van Borculo (1402-1405) na het overlijden van zijn oom Gijsbert van Bronckhorst-Borculo.
- Catharina van Bronckhorst (1366 - 25 november 1415). Zij trouwde (1) met Hendrik II van Wisch. Zij trouwde (2) op 24 januari 1391 in Gemen met Hendrik III van Gemen (1351-1424) heer van Gemen, Borken, Vreden, Ramsdorf en Lohn pandheer van de Heerlijkheid Bredevoort en Oeding.

### Kasteel Hackfort
In 1367 geeft Willem tienden over de boerderij Tiodinck, van het Goet to Hacvorte in leen aan Gerrit I van Hackfort. In 1392 beleend hij diens zoon Jacob II van Hackfort met geheel Hackfort.
Gijsbert van Bronckhorst, de heer van Bronkhorst, die door zijn huwelijk heer van Borculo en Lichtenvoorde werd in 1385, droeg de leengerechtigheid van het Goet to Hackvorte in het geheim op aan de bisschop van Munster, terwijl het sinds onheugelijke tijd aan de hertog van Gelder toebehoorde.

### Zegel
Willem zegelt op 1 november 1368: schild met klimmende gekroonde leeuw, sierlijst vierpas en vierhoek
Hij zegelt op 24 maart 1379: schild met gekroonde klimmende leeuw, sierlijst vierkant versierd met bloemfiguren en een zwaan